# Tha'laba ibn Salama al-Amili
Thaʿlaba ibn Salāma al-ʿĀmilī (in arabo ثَعْلَبَة بن سلامة العاملي‎?; ... – 750) fu wālī ad interim omayyade di al-Andalus dall'agosto al novembre del 742.

## Origine
La Histoire de la conquête de l'Espagne par les Musulmans, riporta che Tha'laba era figlio di Salama al-Amili (Salama l'Amelien), di cui non si conoscono gli ascendenti.

La penisola iberica, nel 742, durante il mandato di Tha'laba ibn Salama al-Amili

## Biografia
Thaʿlaba b. Salāma al-ʿĀmilī fu comandante siriano, al seguito di Balj ibn Bishr al-Qushayrī, dapprima nelle operazioni che avevano cercato di reprimere la Grande rivolta berbera in Ifriqiya e successivamente in al-Andalus, dove entrambi avevano trovato rifugio dopo la disfatta patita dai berberi in Nordafrica, quando il wali di al-Andalus Abd al-Malik ibn Qatan al-Fihri, in difficoltà nei confronti dei suoi rivoltosi Berberi andalusi, accettò di buon grado nel 742 di accoglierli nella penisola iberica, ricevendone in cambio il loro aiuto contro i Berberi, secondo lo storico Rafael Altamira che riporta che le truppe siriane, rifugiate a Ceuta, erano ridotte alla fame.
La Ibn Abd-el-Hakem's History of the Conquest of Spain riporta che ʿAbd al-Malik fu imprigionato a Cordova e i suoi figli si ribellarono e avanzarono su Cordova per liberarlo, e, dopo che ʿAbd al-Malik era stato giustiziato (decapitato), affrontarono l'esercito siriano, ma furono sconfitti dal, ad Aqua Portora, al nord di Cordova, nell'agosto del 742.

Il wali, Balj, nello stesso 742 morì, per le ferite riportate in quella battaglia, come descritto nella Histoire de l'Afrique et de l'Espagne; secondo la Ajbar Machmuâ: crónica anónima morì pochi giorni dopo la battaglia.

La Ibn Abd-el-Hakem's History of the Conquest of Spain riporta che, secondo alcuni cronisti, Balj morì di morte naturale.
Nel 742, in quello stesso mese di agosto, Tha'laba, dopo la morte del wālī Balj ibn Bishr al-Qushayri, fu acclamato dai suoi soldati, nuovo wālī di al-Andalus. 

Siccome i figli di ʿAbd al-Malik continuarono a combattere, mentre anche in Ifriqiya la ribellione era ripresa il califfo, Hisham ibn 'Abd al-Malik, decise di nominare Handhala ibn Safwan al-Kalbi wali di Ifriqiya e Abū l-Khaṭṭār al-Ḥuṣām ibn Dirār al-Kalbī, wali di al-Andalus.
Il suo governo durò pochi mesi perché a novembre di quello stesso anno Abū l-Khaṭṭār al-Ḥuṣām ibn Dirār al-Kalbī era stato nominato wali di al-Andalus dal califfo e confermato dal wālī di Ifriqiya, Handhala; ma Tha'laba continuò a governare e combattere, facendo molti prigionieri, sino all'arrivo del nuovo Wali, come descritto nella Histoire de l'Afrique et de l'Espagne.

### Fonti primarie
- (FR)  Histoire de la conquête de l'Espagne par les Musulmans
- (FR)  #ES Histoire de l'Afrique et de l'Espagne
- (ES)  Ajbar Machmuâ: crónica anónima
- (EN)  #ES Ibn Abd-el-Hakem's History of the Conquest of Spain

### Letteratura storiografica
- Rafael Altamira, Il califfato occidentale, in «Storia del mondo medievale», vol. II, 1999, pp. 477–515